# Bridgewater, Nova Scotia
Bridgewater är en ort i Kanada.   Den ligger i provinsen Nova Scotia, i den sydöstra delen av landet, 900 km öster om huvudstaden Ottawa. Bridgewater ligger 22 meter över havet och antalet invånare är 8 532.
Terrängen runt Bridgewater är huvudsakligen platt. Bridgewater ligger nere i en dal. Runt Bridgewater är det glesbefolkat, med 14 invånare per kvadratkilometer.. Bridgewater är det största samhället i trakten. 
I omgivningarna runt Bridgewater växer i huvudsak blandskog.